# Французская почта на Занзибаре
Французская почта на Занзибаре — принадлежавшая Франции почтовая служба, функционировавшая на острове Занзибаре в период с 1889 по 1904 год и выпускавшая собственные почтовые марки.

## История
Франция открыла на острове своё почтовое отделение в январе 1889 года. В 1890 году Великобритания установила протекторат над территорией Занзибара. Начиная с 1895 года британские власти на Занзибаре неоднократно требовали закрытия этого отделения. Однако французская сторона ещё несколько лет не внимала требованиям англичан, продолжая в основном заниматься «филателистическим» бизнесом (то есть эмиссией почтовых марок).
Французское почтовое отделение закрылось 31 июля 1904 года, и полный контроль над почтовыми операциями на Занзибаре перешёл к британским властям.

## Выпуски марок
Первоначально, с января 1889 года по декабрь 1893 года, для нужд французской почты на острове применялись марки Франции.
Первые самостоятельные выпуски французской почты на Занзибаре (1894—1896) представляли собой почтовые марки Франции, на которых были сделаны надпечатки новых номиналов в местной валюте.
В 1897 году на марках Франции 1894—1896 годов выпуска была сделана надпечатка «Zanzibar» («Занзибар»). В том же году в связи с нехваткой почтовых марок номиналом 2½ анны (25 сантимов) и 5 анн на свободных полях марочных листов был надпечатан текст «Poste française» («Французская почта») и новый номинал.
В 1902 году были выпущены французские марки серии 1900 года с текстом «Poste française. Zanzibar» («Французская почта. Занзибар») как частью рисунка марки, но по-прежнему с надпечаткой номинала в местной валюте.
По данным Лепешинского (1967), всего за период с 1894 по 1904 год было выпущено 70 почтовых марок и 5 — доплатных.

## Филателистическая ценность
Многие из марок французской почты на Занзибаре, особенно 1897 года выпуска с надпечатанным текстом на полях марочных листов, очень редкие и дорогие.